# Kaja Kukava
Kaja Kukava (en georgiano: კახა კუკავა; Tiflis, 12 de julio de 1976) es un abogado y político georgiano líder de Georgia Libre y exdiputado en el Parlamento de Georgia.

## Biografía
Kukava nació en Tiflis el 12 de julio de 1976 y se licenció en derecho en la Universidad Estatal de Tiflis. Kukava ocupó varios cargos gubernamentales desde la década de 1990 y ejerció la abogacía cuando trabajó como abogado hasta 2003.
Como miembro del Partido Conservador de Georgia, se unió a la coalición con el Movimiento Nacional Unido y participó en la Revolución de las Rosas. En las elecciones parlamentarias de 2004, fue elegido miembro del Parlamento de Georgia por el bloque "Movimiento Nacional - Demócratas". En 2005, Kukava abandonó el MNU junto con el Partido Conservador y se unió a la oposición de Míjeil Saakashvili. Desde 2007, presidente de la facción parlamentaria más grande, el "Frente Democrático". En el parlamento, Kukava inició varios proyectos de ley, entre ellos "sobre la retirada de Georgia de la CEI", "sobre la lustración" y "la rehabilitación de los partidarios del primer presidente, Zviad Gamsajurdia".
Kukava se oponía firmemente al presidente Saakashvili, al ministro del Interior, Merabishvili, y al fiscal general Zurab Adeishvili. En 2007-2009 fue uno de los líderes de la coalición de oposición Unida y organizador de protestas masivas contra el gobierno. En 2008 fue elegido nuevamente en el parlamento, pero, al igual que otros miembros de la oposición, declaró que las elecciones estaban amañadas y decidió no unirse al parlamento. 
En 2010, Kukava fue elegido miembro del ayuntamiento de Tiflis y ese mismo año abandonó el Partido Conservador para fundar el partido Georgia Libre. En 2011 fue elegido presidente del partido. Kukava participó en las elecciones parlamentarias de 2012 como candidato a diputado por el distrito de Vake (recibió el 1,31% de los votos) y en las elecciones parlamentarias parciales de 2013 en el distrito de mandato único de Nadzaladevi, quedando en segundo lugar con un 17,26% después del candidato del gobernante Sueño Georgiano.